# Киевский (рабочий посёлок)
Ки́евский — рабочий посёлок в Троицком административном округе Москвы (Россия), в районе Бекасово. Назван по Киевскому шоссе М3, проходящему в непосредственной близости.
Население — 8,1 тыс. жителей (2010 год); 9,6 тыс. жителей (2014 год).
День посёлка по старой традиции отмечается в день железнодорожника — в первое воскресенье августа. В то же время с 2012 года отмечается и день города Москвы — первая суббота сентября.

## География
Посёлок расположен на 63-м километре Киевского шоссе (45 км от МКАД) и на 237-м километре Большого кольца Московской железной дороги, рядом с железнодорожным узлом Бекасово-Сортировочное.
Киевский со всех сторон окружён дачами, коттеджами, СНТ и лесными массивами.

## История

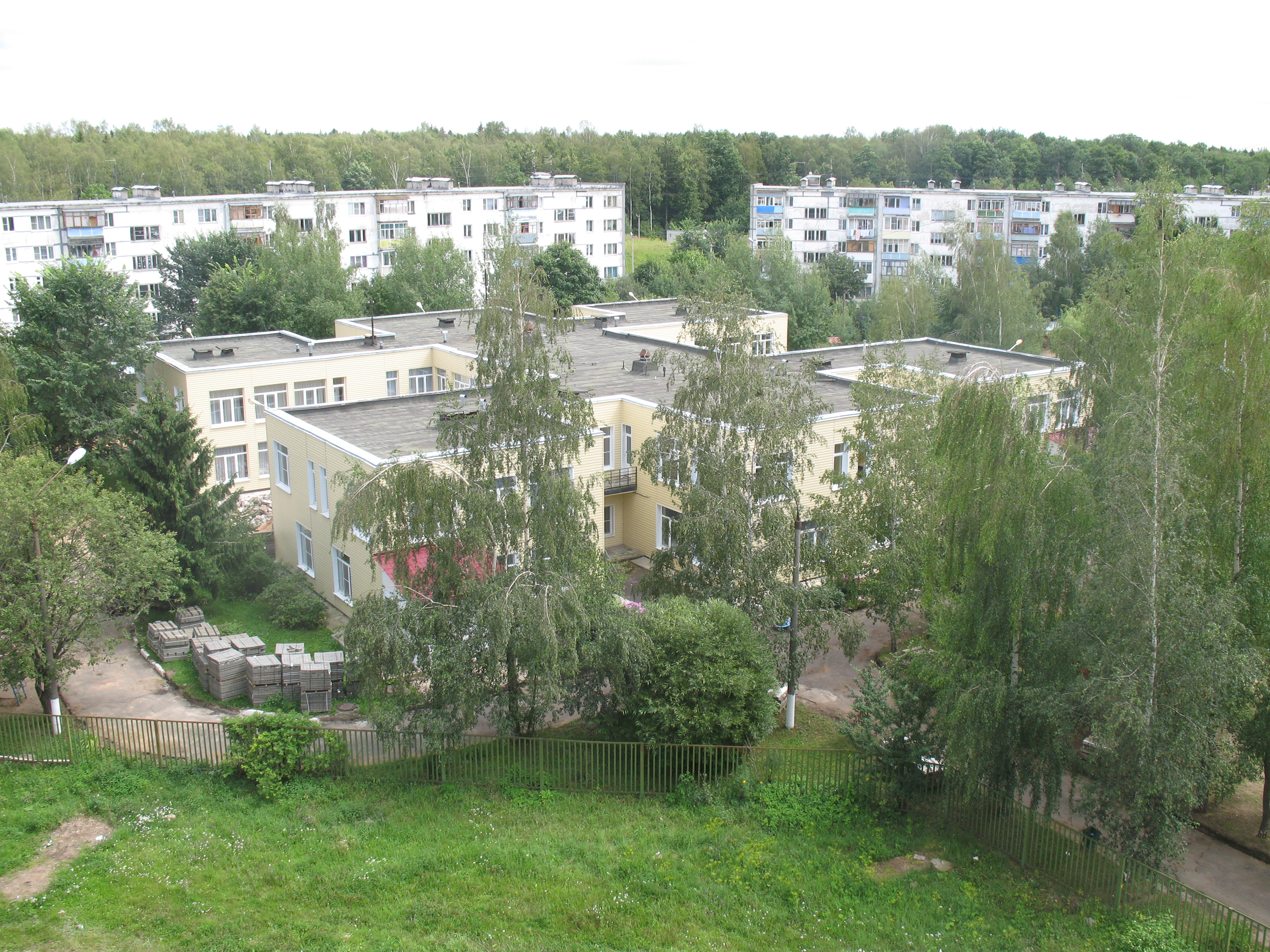
Посёлок Киевский. Детсад 45.

Посёлок начал строиться в 1974 году (тем не менее на карте Московской области 1971 года он уже обозначен), как ведомственный для рабочих крупнейшего в РСФСР железнодорожного узла Бекасово-Сортировочное. При этом возведение посёлка продолжалось одновременно с работами по сооружению станции и освоению её производственных мощностей. Первый 60-квартирный жилой дом (№ 1) был сдан в 1976 году, а в 1984 году был уничтожен уже целый массив из жилья вагонов, располагавшийся во входной горловине парка приёма (изначально рабочие Бекасово жили в вагонах на рельсах вблизи платформы Бекасово-Сортировочное). Интенсивная стройка жилых домов продолжалась до конца 1980-х.
В Советское время посёлок входил в «Зелёную зону» Москвы.
В 1998 году посёлок из ведомственного (с баланса МПС) передан в муниципальную собственность в Наро-Фоминский район.
С 2005 года вошёл в состав городского поселения Киевский Наро-Фоминского района.
В 2000-х годах территория посёлка расширилась — на поле у деревни Шеломово, где изначально рабочим станции выдавались участки под посев, стали строиться частные дома, которые образовали коттеджную часть посёлка.
1 июля 2012 года, в рамках расширения территории Москвы, посёлок городского типа Киевский был передан из Наро-Фоминского района Московской области в состав Москвы.
В июле 2014 года сдан новый 12-этажный дом для железнодорожников.

## Население
| 1989    | 2002    | 2009    | 2010    | 2012    | 2013    | 2014  |
| ------- | ------- | ------- | ------- | ------- | ------- | ----- |
| 7728    | ↗8256   | ↗8636   | ↘8095   | ↗8142   | ↗8545   | ↗9610 |
| 2015    | 2016    | 2017    | 2018    | 2019    | 2020    |       |
| ↗10 659 | ↗11 869 | ↗13 463 | ↗13 594 | ↗13 714 | ↗13 942 |       |

## Состав
На 2016 год в посёлке 32 жилых многоквартирных дома (ЖМКД)
- 14 — 5-этажных (№ 1-13, 1А) — от 4 до 8 подъездов
- 12 — 9-этажных (№ 14-25) — от 1 до 6 подъездов
- 1 — 12-этажный (№ 26) — 2 подъезда
- 4 — 16-этажных ЖК «Престиж» (№ 25А, 22А, 23А, 23Б)
- 1 — для железнодорожников (№ 19А), сдан летом 2014 года[23]
- Кроме ЖМКД имеется 5-этажное общежитие для железнодорожников.

Территориально посёлок состоит из нескольких частей.
1. Основная часть посёлка — находится с северной стороны от ж/д линии Кресты—Бекасово-1 и с восточной от Киевского шоссе (примыкает к их пересечению). Здесь находятся 27 ЖМКД (все, кроме № 1,1А), центральная площадь с торговым центром, все прочие здания. Нумерация ЖМКД одна, в основном в порядке постройки, поэтому номера расположены почти случайно (не вдоль дорог, и тем более не по чётному — нечётному признаку). Улиц с названиями в этой части посёлка нет.
2. «За линией», то есть по юго-западную сторону от ж/д линии, по пути к платформе Бекасово-Сортировочное (пешеходная дорога от ж/д пл. Пос. Киевский, 5 минут). Здесь находятся два ЖМКД № 1,1А и коттеджная часть посёлка с улицами, имеющими названия. Входят улицы Железнодорожная, Лесная, Молодёжная, Озёрная, Солнечная, Центральная[24] и др. Часть улиц одновременно являются улицами другого населённого пункта, расположенного вплотную — деревни Шеломово. Коттеджная часть посёлка и деревня также граничат с СНТ.
3. улица Бекасовская (бывший посёлок ст. Бекасово-1) — дома вдоль дороги к ст. Бекасово-1 на северо-запад/юго-запад, начинающейся с западной стороны путепровода ж/д линии через Киевское шоссе.
4. улица 1-й дистанции пути (бывший посёлок 1-й дистанции пути) — дома между Киевским шоссе и ст. Бекасово-1 в районе поворота с Киевского шоссе «на ст. Бекасово-2» (граница Москвы и поселения)

Всего в посёлке числятся 26 улиц.
Администрация посёлка находится в доме № 24А (пристройка).
Для проезда автотранспорта в основную часть существует главный въезд в посёлок — с восточной стороны железнодорожного путепровода Большого кольца над Киевским шоссе, этот поворот оборудован светофором (вместе с поворотом на ст.Бекасово-1 с другой стороны путепровода и наземным пешеходным переходом). Далее главный въезд в посёлок превращается в окружную дорогу вокруг посёлка, замыкающуюся в районе автобусной остановки автобуса № 1037. В этом же месте ответвляется более часто используемая (чаще ремонтируемая) дорога через посёлок, проходящая недалеко от центральной площади, мимо школы, далее упирается в окружную у дома № 15. Остальные дороги в посёлке являются узкими дворами домов, часто перегороженных с одной из сторон бетонными блоками для исключения сквозного проезда.
Проезд в часть посёлка «за линией» осуществляется через ул. Центральную (поворот с Киевского шоссе на восток по указателю «ст. Бекасово-2», находится на юго-западной границе Москвы рядом с соответствующими указателями конца Наро-Фоминского района и начала Москвы).

## Экономика
Неподалёку от посёлка (в границах поселения Киевский) расположены предприятия железнодорожного транспорта узла Бекасово: сортировочная станция (одна из крупнейших в Европе и России), вагонное и локомотивное депо и др.
В посёлке находится три универсама «Пятёрочка» (дом № 18Б, в центре, бывший продуктовый магазин Советского типа), два универсама «Дикси» (дом № 4А), крытый рынок (построен в 2000-х на месте ларьков), магазины: несколько продовольственных, хозяйственных товаров, промтоварный. А также автомойка «Мойдодыр». Работают несколько парикмахерских и аптечных пунктов, металлоремонт / ремонт обуви. Есть пара кафе. Недавно открылся "Суши-хит".
Отделение Сбербанка и Почты России находятся в доме № 24 (пристройка).
Отделения полиции (милиции) в посёлке нет с момента создания.

## Транспорт

### Автомобильный
Через посёлок проходит федеральная автомобильная дорога М3 «Украина» (Киевское шоссе), которая связывает Киевский с пос. Селятино, городом Апрелевка, аэропортом Внуково и старой Москвой на северо-востоке и с городами Наро-Фоминск, Обнинск, Малоярославец, Калуга, Брянск на юго-западе.
На Киевском шоссе вблизи дома № 24 находится остановка «Посёлок Киевский» (с надземным переходом, построенным летом 2012 года), на которой останавливаются маршруты по Киевскому шоссе. Также внутри посёлка находятся дополнительно две остановки — для конечных автобусов (кольцо у стыка домов № 3 и 14, у окружной дороги) и для некоторых конечных маршрутных такси (дальше от окружной дороги — «пятачок» у стыка домов № 4 и 14 у пруда и магазина «Дикси»).
Действуют междугородные маршруты автобусов, обслуживаемые Наро-Фоминским ПАТП ГУП МО «Мострансавто» и частными перевозчиками, обеспечивающие удобную связь со Старой Москвой и бывшим районным центром Наро-Фоминском:
- 1037 (бывший 37[33]) пос. Киевский — Наро-Фоминск (ст. Нара/ул. Московская, Мальково, Красная Пресня) — Ольховка. Отходит только от остановки внутри посёлка и далее по Киевскому шоссе в Наро-Фоминск. Данный маршрут появился после объединения в 2000-х маршрутов 39 от Киевского до Наро-Фоминска и 43 от Наро-Фоминска до Ольховки[34], тем не менее по расписанию более половины рейсов укорочено только до Наро-Фоминска (до ст. Нара или Мальково).
- 1049 (маршрутное такси ООО «НПК»[35], бывшее 39т[36]) пос. Киевский — Наро-Фоминск (ст. Нара/ул. Московская, Мальково, Поликлиника). В основном дублирует автобус 1037 до Наро-Фоминска, но поворачивает на конечную «Поликлиника» (районная больница #1 в Наро-Фоминске).
- 1023 (бывший 30[33]) Наро-Фоминск — Селятино — Калининец — Тарасково. Остановка только на Киевском шоссе.
- 309 Наро-Фоминск (ст. Нара, автовокзал) — Москва (станция метро «Саларьево») — обслуживается автобусами Mercedes с интервалом 25-30 минут и более частыми маршрутными такси (ООО «НПК», ООО «Интер-Рост-М»). Остановка только на Киевском шоссе. До метро доезжает за 45-60 минут при отсутствии пробок, на маршрутке 35-50 минут. Последний автобус от метро в 21:50 по выходным, 22:40 по будням. После этого до 0:00 работают только маршрутные такси.

Один внутрипоселковый маршрут, обслуживается ООО «НПК» (маршрутка «Газель»)
- 22 Киевский — ст. Бекасово-1[34] (остановка внутри посёлка).[37][38].

Два внутригородских автобусных маршрута — введены с 8 октября 2012 года, изначально обслуживались частными перевозчиками ООО «ГЕПАРТ» и ООО «Бетта-Автотранс», но в марте 2013 года их движение было прекращено, с 16 апреля 2013 года маршруты перешли ГУП Москвы «Мосгортранс».
- 1001 пос. Киевский — Яковлевское — Троицк (Торговый центр). Работает по расписанию раз в полтора-два часа с перерывами, до Троицка едет час двадцать минут.[43][44][45].
- 1002 пос. Киевский — Яковлевское — Саларьево. На участке Киевский — Тропарёво дублирует автобус 309, но дополнительно заезжает в Яковлевское. Работает по расписанию раз в полтора-два часа с перерывами, по рабочим раз в час, до метро час двадцать минут.[46][47]. Работают 2 автобуса большой вместимости[48][49].

Маршруты № 1001 и № 1002 имеет остановки в пос. Киевский как внутри посёлка (конечная автобуса 1037), так и на Киевском шоссе (остановка автобуса 309).
В реестре также имеются следующие маршруты, но по факту не работают:
- 1027 (маршрутное такси ООО «НПК», бывшее 33) ст. Апрелевка — Москва (Рассудово, пос. Киевский) — Наро-Фоминск (ст. Нара). Остановка только на Киевском шоссе. Дублирует автобус 309 на участке от Наро-Фоминска до Апрелевки, но в Апрелевке поворачивает в город до железнодорожной станции.
- 1029 (маршрутное такси ООО «Перспектива», бывшее 64) Наро-Фоминск (ст. Нара) — ТРЦ Мега Тёплый Стан. Остановка только на Киевском шоссе.

Имеется частное такси (у дома № 24 напротив Сбербанка).

### Железнодорожный
1. Остановка «пос. Киевский» на Большом кольце МЖД на юго-западе основной части посёлка (15 минут пешком от самого дальнего конца посёлка). Останавливаются все проходящие электропоезда.
- Электропоезда по Большому кольцу — в сторону Детково через станции Бекасовского сортировочного узла, где работает некоторая часть населения (12-13 раз в день, включая «прямые» см. ниже), в сторону Кубинки-2 через станцию Бекасово-1 с пересадкой на радиальное Киевское направление (3-4 раза в день).
- «Прямые» электропоезда по Большому кольцу с выходом на радиальное Киевское направление в/из Москвы (4-5 пар в день — Москва, несколько раз — Апрелевка), в/из Калуги-1 (1 пара в день). До Москвы 1 час 15 мин. — 1 час 20 мин. Обратно 1 час 25 мин. — 1 час 40 мин.

2. Остановка «Бекасово-1» радиального Киевского направления. В 20 минутах ходьбы по просёлочной дороге от западной оконечности посёлка (поворот на Бекасово-1 за путепроводом Большого кольца через Киевское шоссе). Также можно добраться на маршрутке № 22 (см. автомобильный транспорт выше) или на электричке от остановки пос. Киевский (4 минуты) (но электропоезда ходят 4-5 раз в день туда, 12-13 раз в день обратно). В Бекасово-1 останавливаются все проходящие электропоезда, кроме экспрессов.
- Электропоезда в сторону Москвы (Киевский вокзал) и в сторону Нары / Обнинска / Калуги. (В каждую сторону в среднем 2 раза в час. До Москвы 1 час 5 минут — 1 час 15 минут).
- Электропоезда по Большому кольцу

3. Остановка «Бекасово-Сортировочное» Большого кольца находится в противоположную сторону от Бекасово-1 — в 600 метрах на юго-восток от пл. «пос. Киевский». Она более близка к коттеджной части посёлка. Все проходящие электропоезда аналогичны платформе «Посёлок Киевский» (1-2 минуты на электропоезде между платформами).

## Медицина
В посёлке имеется железнодорожная поликлиника (НУЗ РЖД Узловая поликлиника на ст. Бекасово-Сорт.). Строилась с начала 90-х до начала 2000-х на месте рощи. До этого поликлиника находилась «за линией» недалеко от домов 1, 1А.
На Шеломовском поле создана вертолётная площадка МЧС.

## Образование
В посёлке имеются:
- ГБОУ средняя общеобразовательная школа № 1391 (новая московская нумерация, бывшая Средняя школа № 1 ст. Бекасово-Сорт., затем МОУ Средняя школа пос. Киевский). Открыта в 1978 году[51]. Некоторые старшие классы — с углублённым изучением отдельных предметов.
- ГБОУ г. Москвы Детский сад комбинированного вида № 1076 (бывший МБДОУ Детский сад № 98)
- НДОУ железнодорожный детский сад № 45 (бывший № 107)
- ГБОУ ДОД «Киевская детская музыкальная школа»

До середины-конца 90-х в посёлке работало три детских сада (№ 98, № 107, № 115), но один из них (№ 115) закрыли и переоборудовали в спорткомплекс «Локомотив».
Высших учебных заведений в посёлке нет.
С 1 января 2014 Школа № 1391 и детсад № 1076 объединены в одно учреждение (с одним директором) на базе школы.

## Культура
Работает железнодорожный социально-оздоровительный комплекс «Локо-фитнес» с открытой площадкой для игры с мячом.
Напротив домов № 8,18 находится открытая «коробка» для игры в хоккей (заливается зимой). На территории школы есть открытая площадка для игр с мячом (в дополнение к спортзалу внутри школы).
Имеется дом культуры и досуга, находящийся между прудом и домом № 16 (ул. Молодёжная, 2). Строительство началось в 1985 году, но превратилось в долгострой, заброшенный до середины 2000-х. Строительство началось заново, но опять брошено в 2008 году. После включения в Москву, работы по завершению строительства Дома культуры на территории поселения Киевский включены в Адресную инвестиционную программу города Москвы на 2012—2016 годы по отрасли «Культура».. Официальное открытие состоялось 18 ноября 2013 года, но по состоянию на январь 2016 года по факту здание закрыто (недоделано внутри, нет финансирования).
За домом № 6 запланировано строительство православного храма.
В центре посёлка находится пруд, в которым ещё в конце 1980-х люди купались, но уже в 1990-х он стал очень грязным и подходит только для рыбной ловли. Аналогичная ситуация с двумя прудами с другой стороны Киевского шоссе и с прудом «за линией» между домом 1 и коттеджами.
Лес к северо-востоку от посёлка содержит несколько просек, активно используемых зимой лыжниками, в том числе для занятий физкультурой школьниками. Просеки пересекаются в районе оврага с горками, именуемым среди жителей «Барсучка». Вход на просеки есть у школы, с поляны в лесу недалеко от школы и домом № 7, у дома № 19, а также две просеки начинаются у Киевского шоссе недалеко от бывшей границы посёлка со стороны Москвы (белый указатель «Киевский»), куда можно пройти от правой оконечности дома № 17.

## Религия

#### Христианство
С 2012 года у берега пруда в центре посёлка стоит деревянный храм во имя иконы Божией Матери «Неупиваемая чаша».
В настоящее время в посёлке действует приход РПЦ, относящийся к Одигитриевскому благочинию Викариатства Новых Территорий города Москвы Московской епархии. Богослужения проводились в небольшом домовом храме в доме № 22А, в основном по выходным и праздникам. 30 апреля 2016 года, в Великую субботу, в новом храме была отслужена первая литургия, а в следующую ночь — Пасхальное богослужение.
Настоятель — иеромонах Феодор (Мухамедов).

## Инфраструктура
В посёлке построено пожарное депо в рамках обеспечения мероприятий гражданской защиты.

## Связь
Частота радиолюбителей пос. Киевский 144.550 МГц.

### Телефония
АТС посёлка принадлежит Московской дирекции связи ЦСС ОАО РЖД.
Изначально телефонные номера в посёлке — четырёхзначные вида YX-XX, где Y=3,4,5,6 для домашних номеров, Y=2 для служебных (железнодорожных) номеров. В начале 2000-х номера стали пятизначными (цифра 6 переместилась из кода в номер). С 1 сентября 2012 года посёлок переведён на московские номера вида 8(495)846-YX-XX. Старый областной телефонный код для выхода в посёлок 8(496)346-YX-XX тоже работает.
Выход во внешние телефонные сети осуществляется через префикс «9». Услуги межгорода в посёлке представляет Транстелеком (с 17.09.12).

### Интернет
Услуги широкополосного доступа в сеть Интернет предоставляют интернет-провайдеры «iFlat» и «SpeedyLine».

### Почта
Индекс посёлка 108800.

## Герб
На гербе посёлка и поселения изображены птицы бекасы, стоящие на железнодорожных обходческих (путейных) молотках. Своим названием они указывают на станцию Бекасово-Сортировочное, для которой построен посёлок. Расположение фигур бекасов на гербе аллегорически показывает встречу и отправку железнодорожных составов: бекас с поднятым клювом — ожидание встречи, а бекас с опущенным клювом — грусть расставания. Положенные крест на крест железнодорожные молотки символизируют труд работников станции Бекасово-Сортировочное. Перекрестье в гербе аллегорически показывает железнодорожные стрелки, разводящие в разные стороны железнодорожные пути от станции Бекасово-Сортировочное. Зелёный цвет поля щита — цвет, часто применяемый для покраски вагонов, локомотивов и др. железнодорожной техники (даже спортивное общество железнодорожников «Локомотив» также имеет на своём флаге зелёный цвет). Бекас, как болотная птица, в сочетании с лазурными клиньями герба — символизирует многочисленные небольшие озёрца и болотца, расположенные среди лесов поселения Киевский. Зелёный цвет символизирует весну, здоровье, природу, надежду. Лазурь — символ возвышенных устремлений, искренности, преданности, возрождения. Золото — символ богатства, постоянства, творчества, уважения, великодушия. Серебро — символ чистоты, открытости, божественной мудрости, примирения.

## Галерея

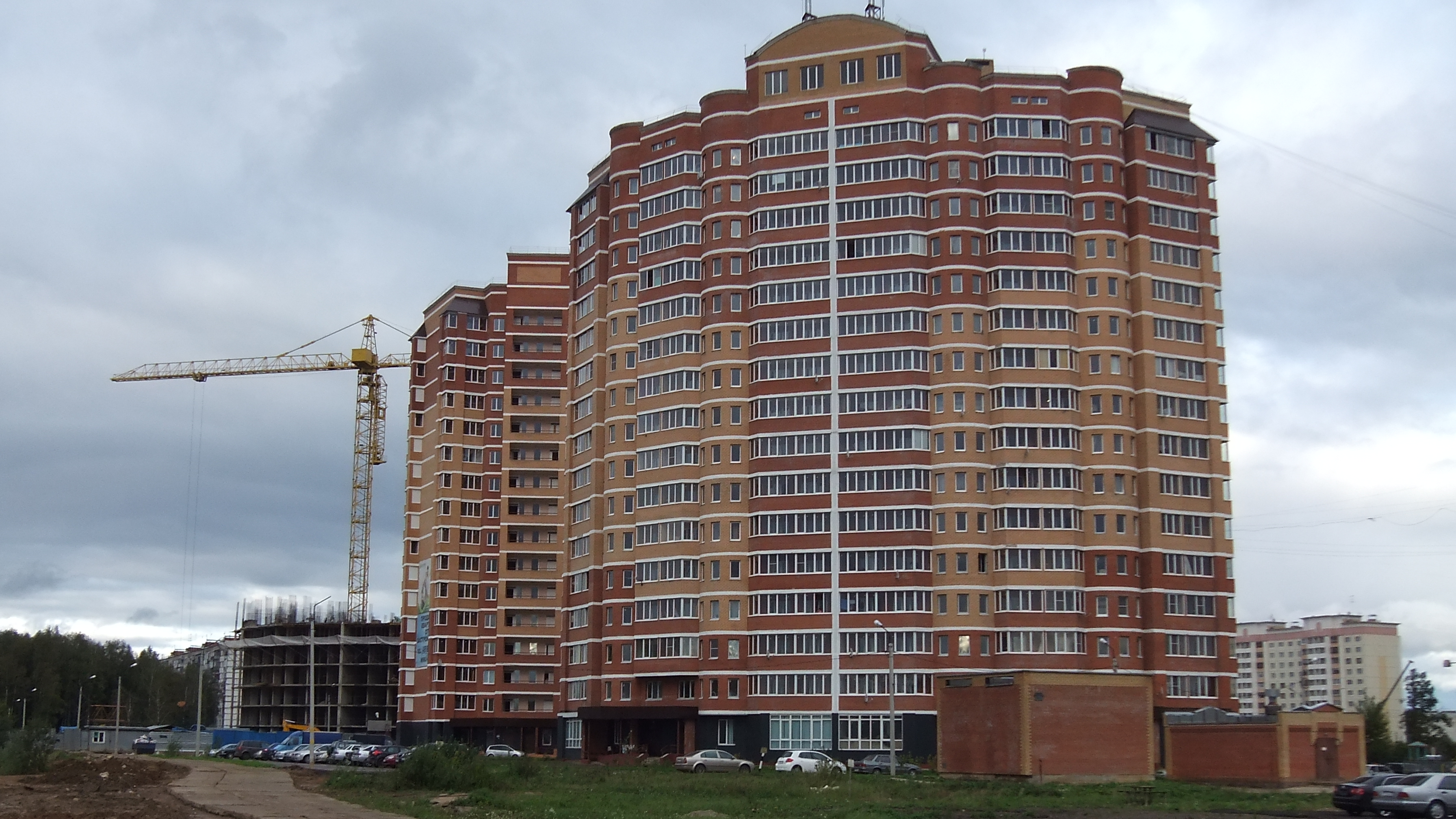
Новый жилой комплекс
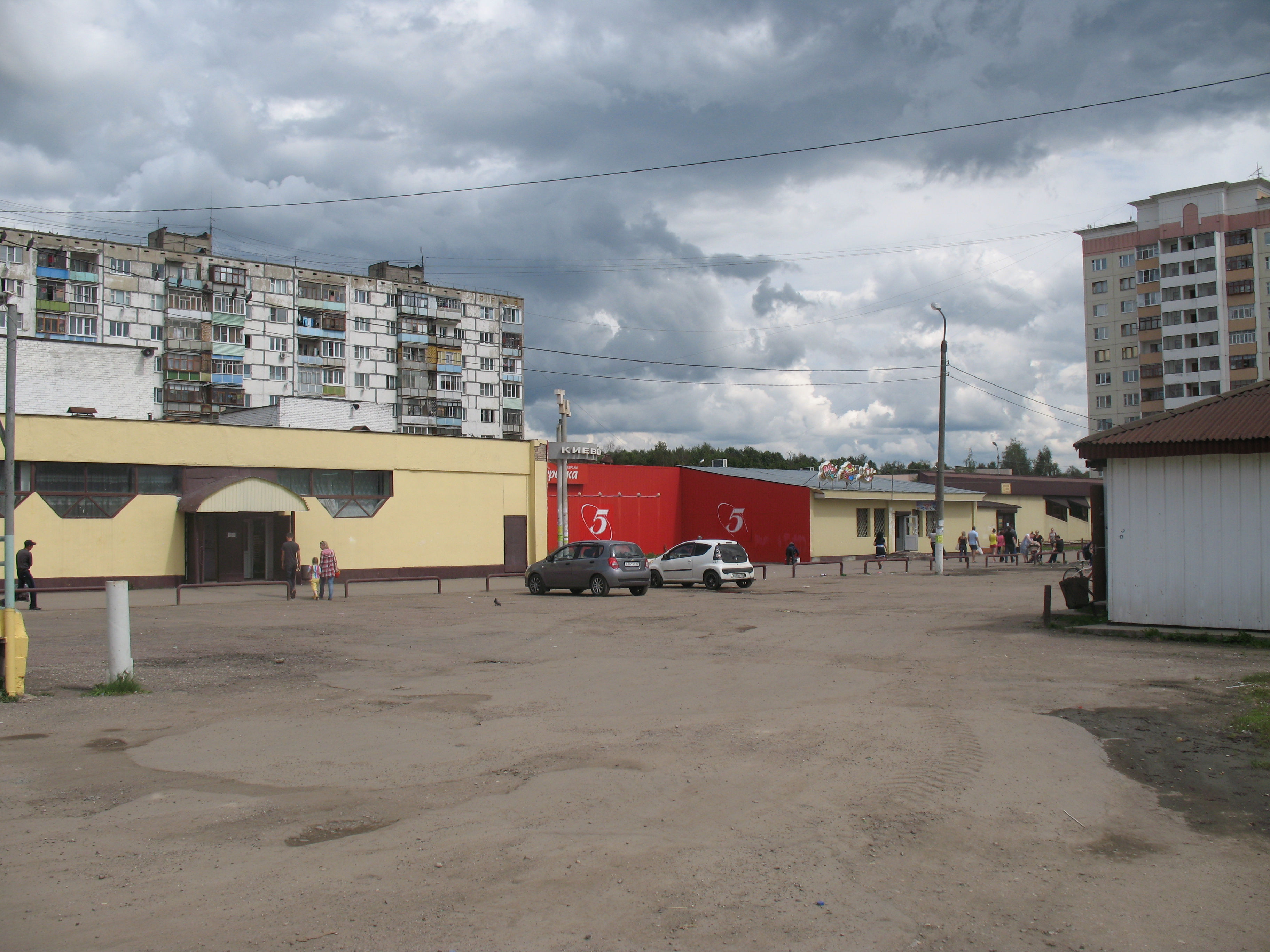
Центральная площадь
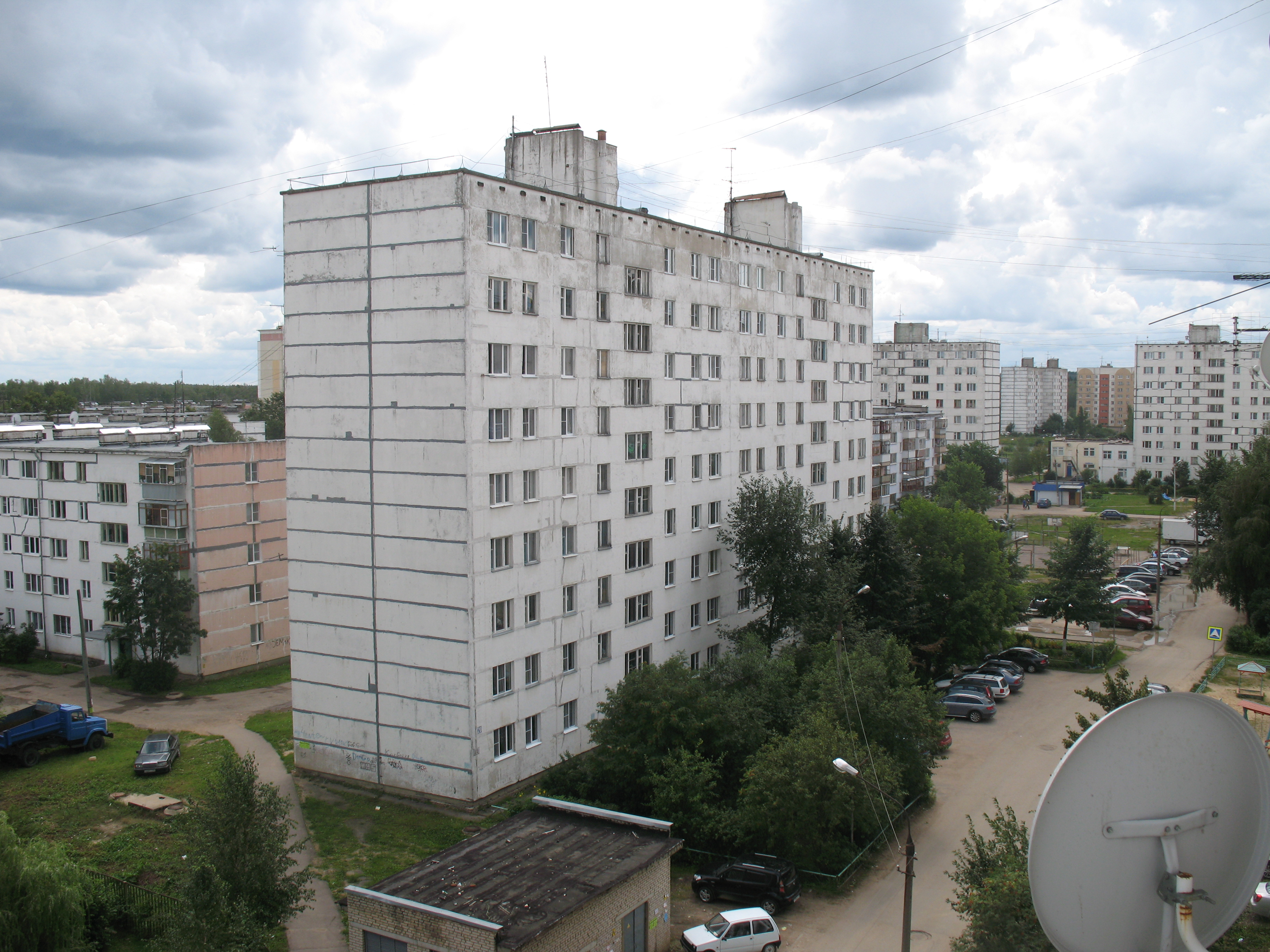
Дома
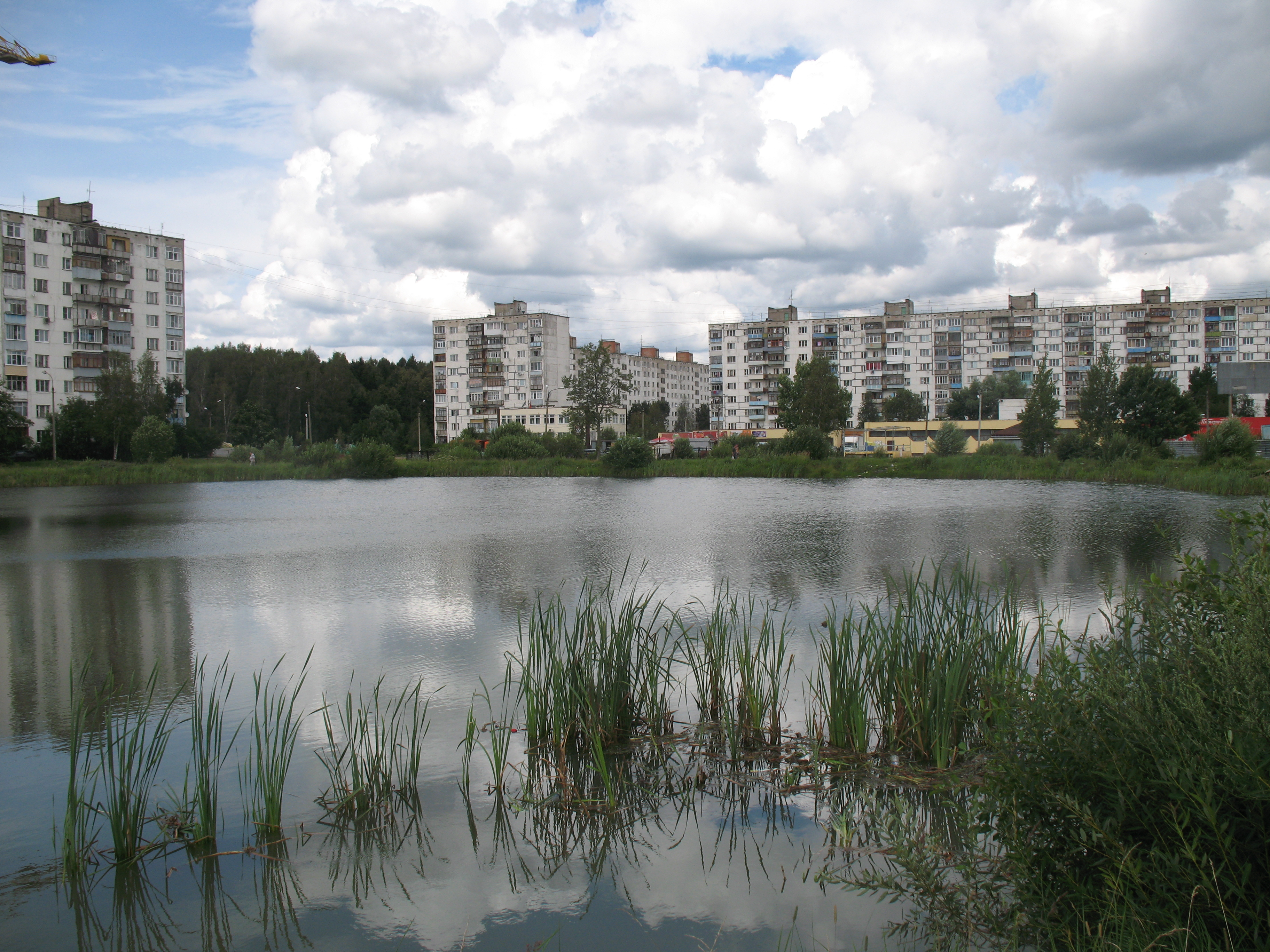
Дома у пруда
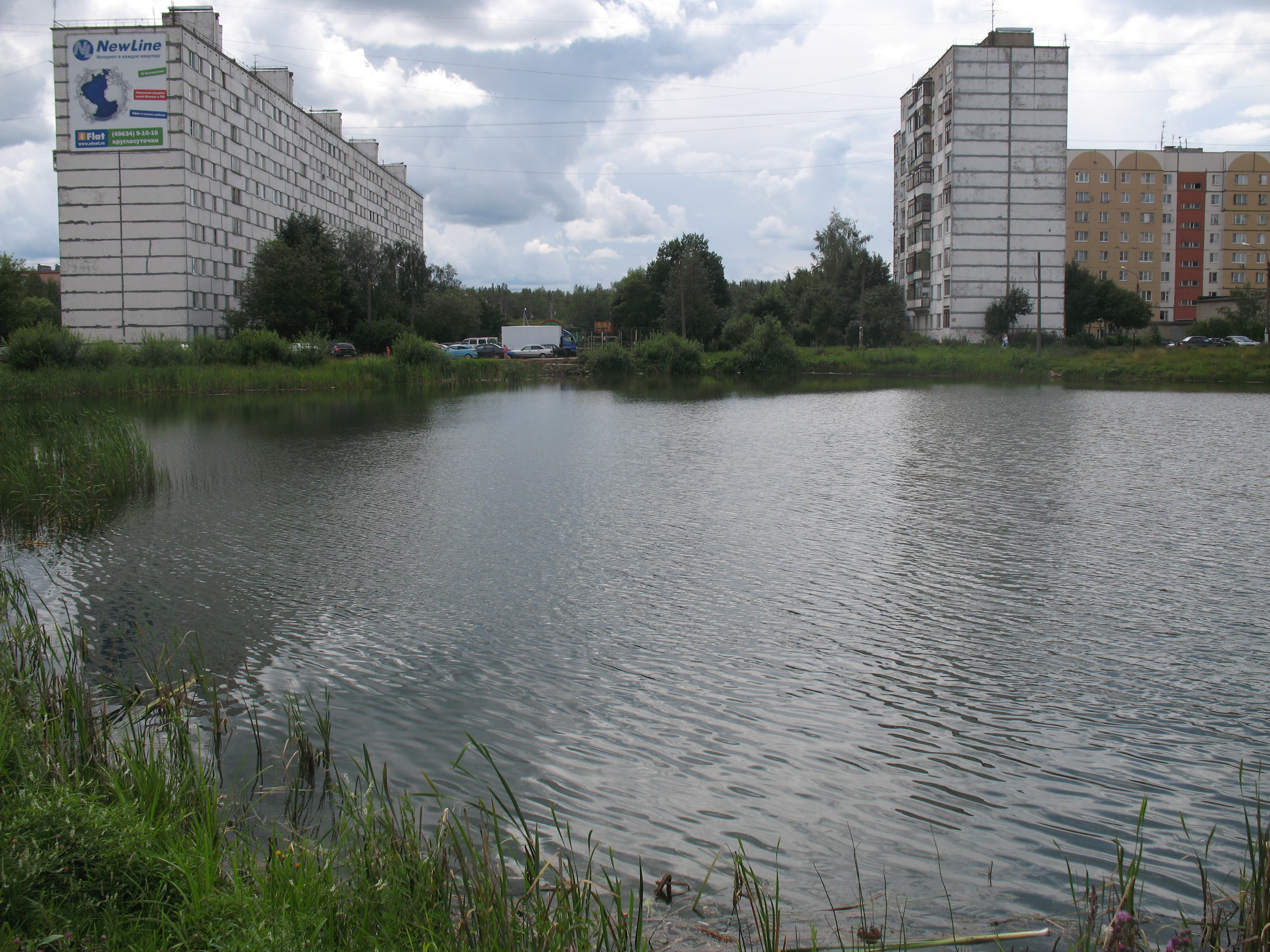
Дома у пруда
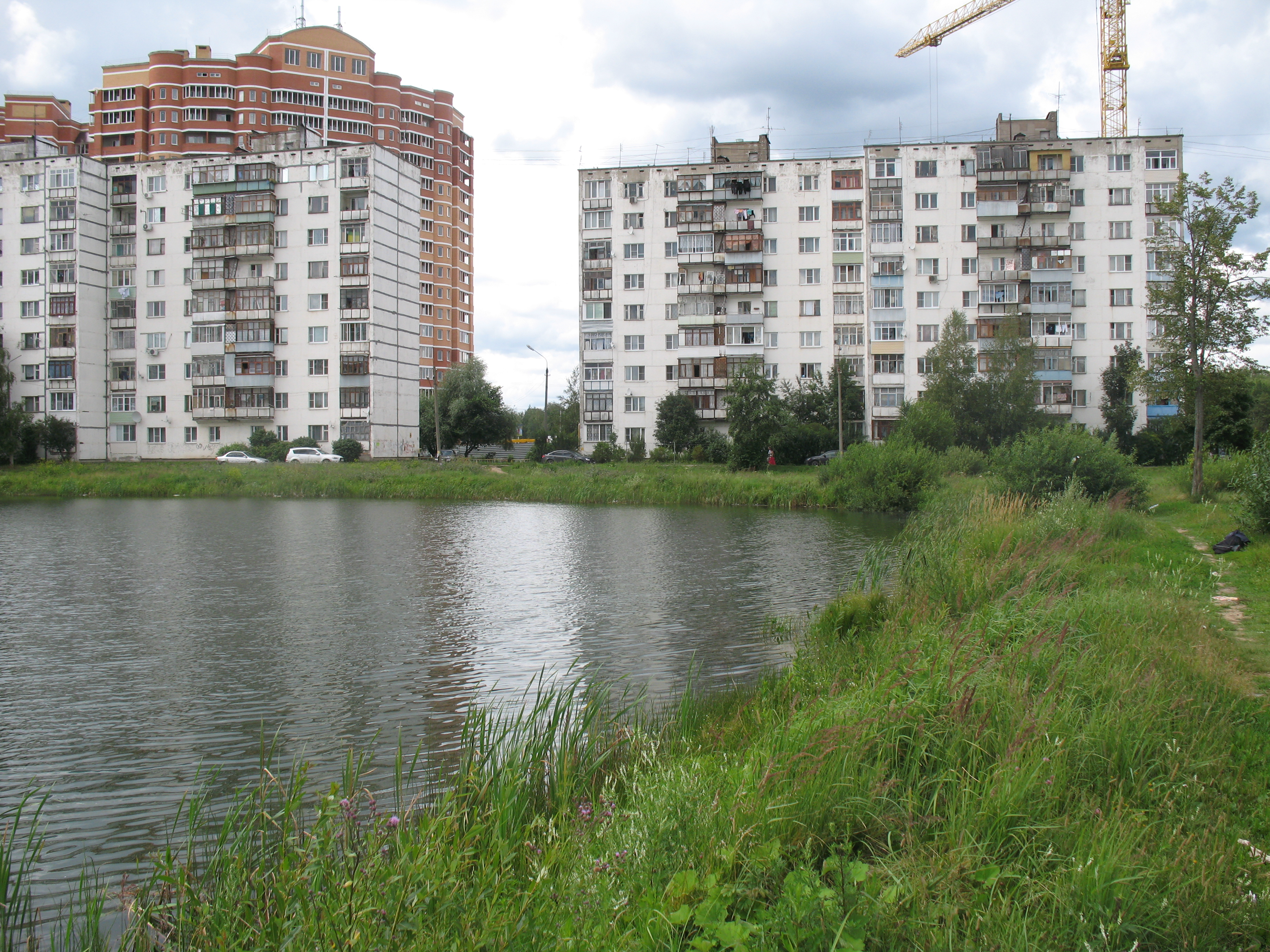
Дома у пруда
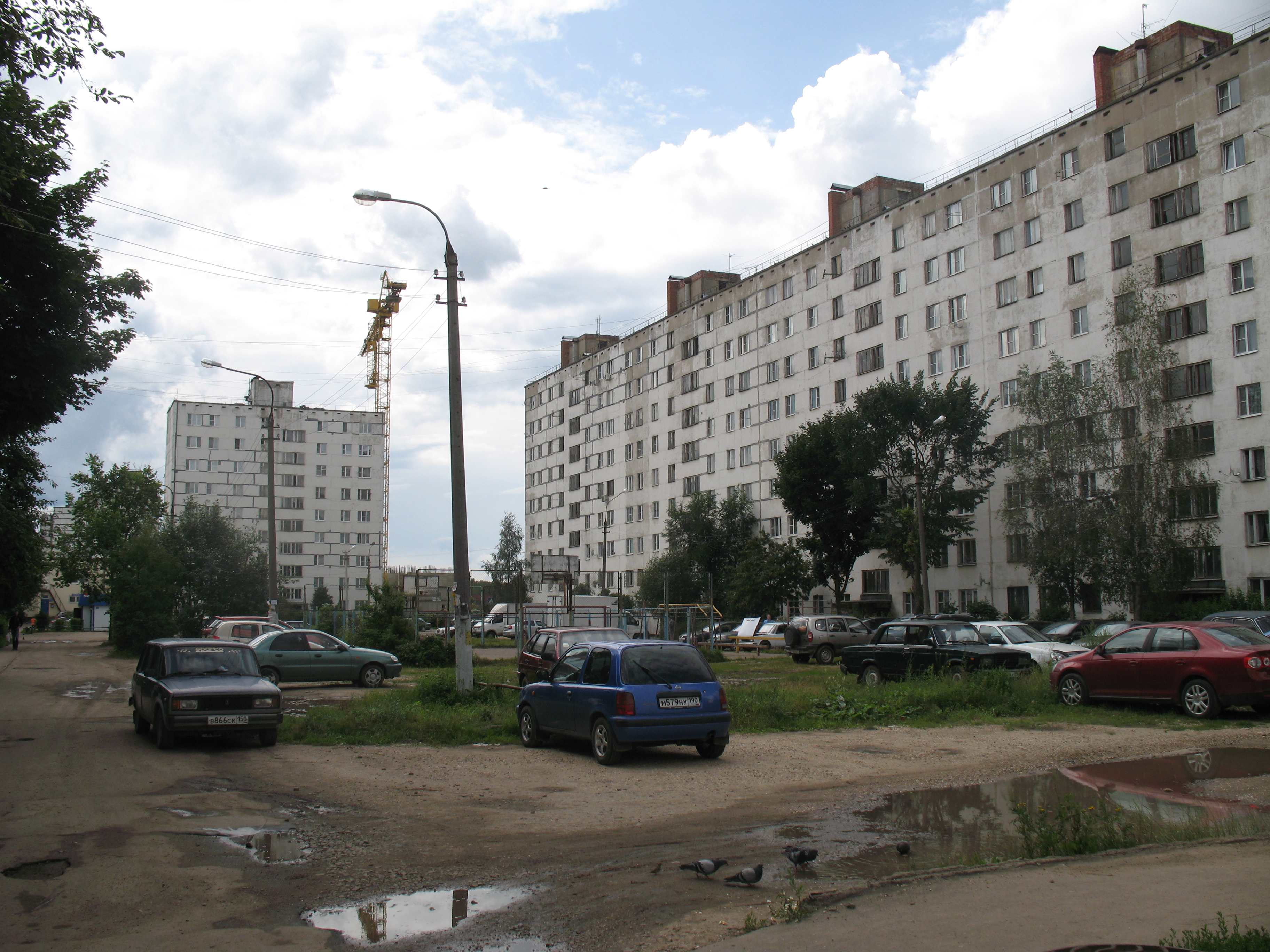
Дома
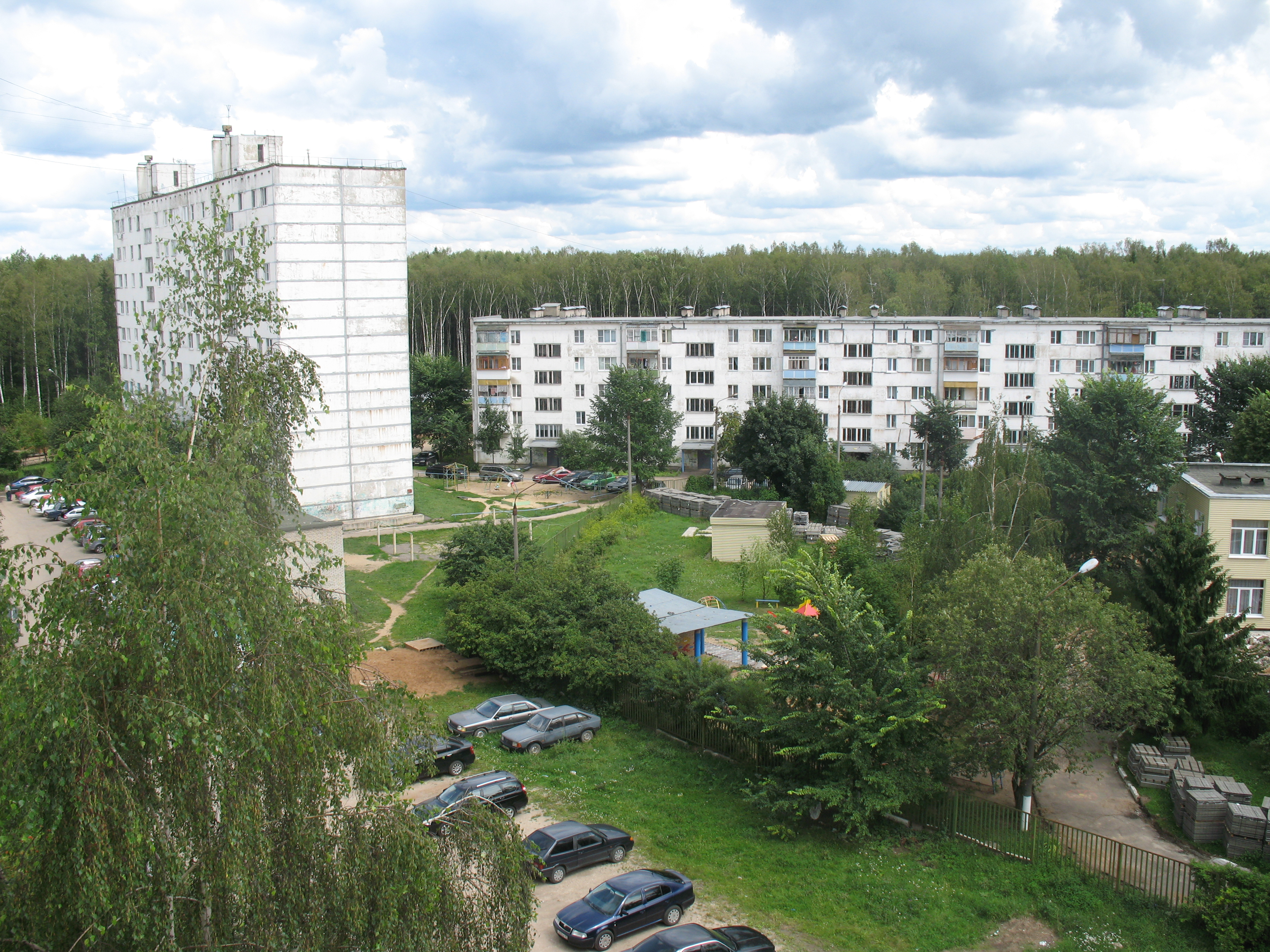
Дома
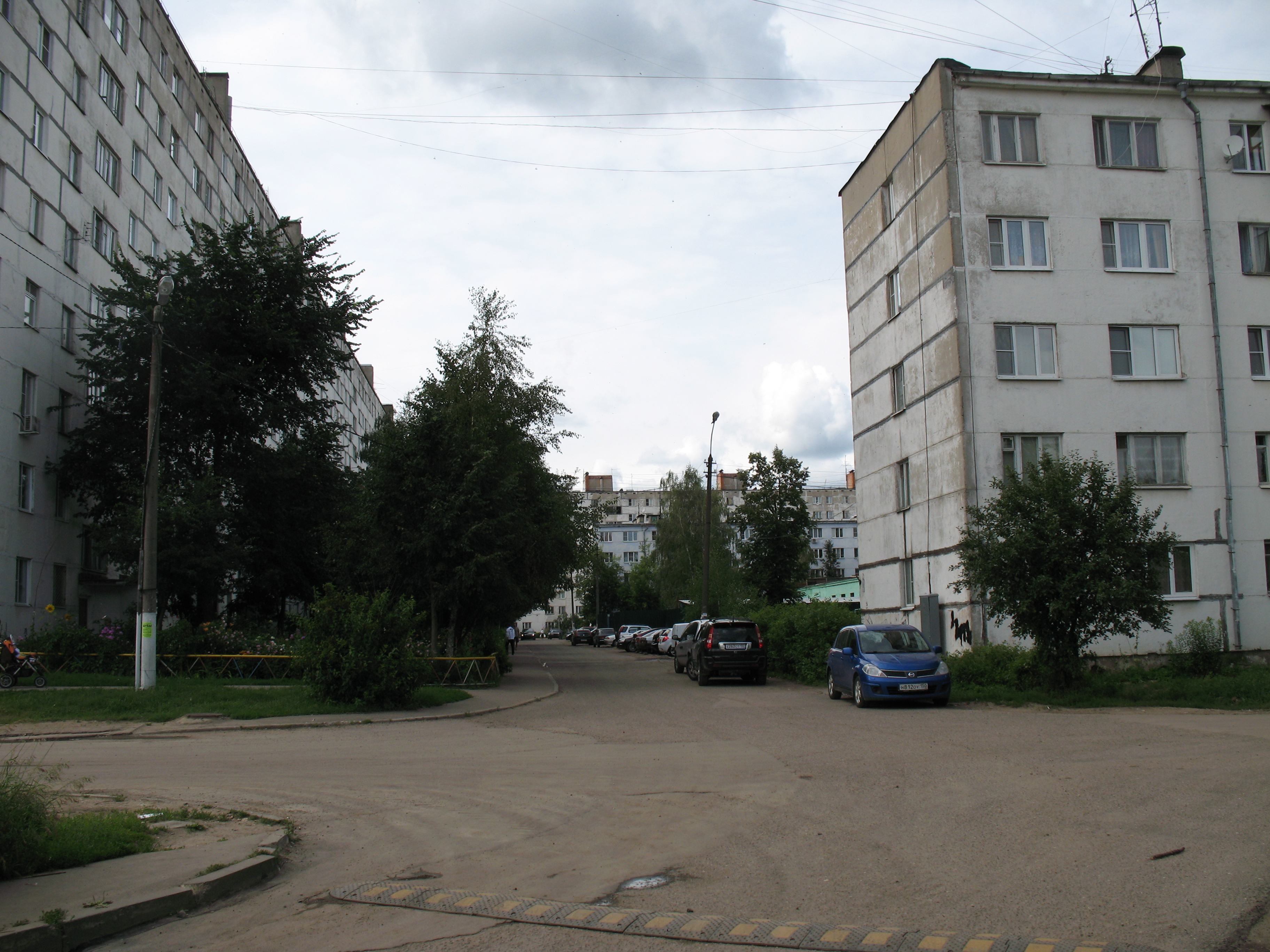
Дома
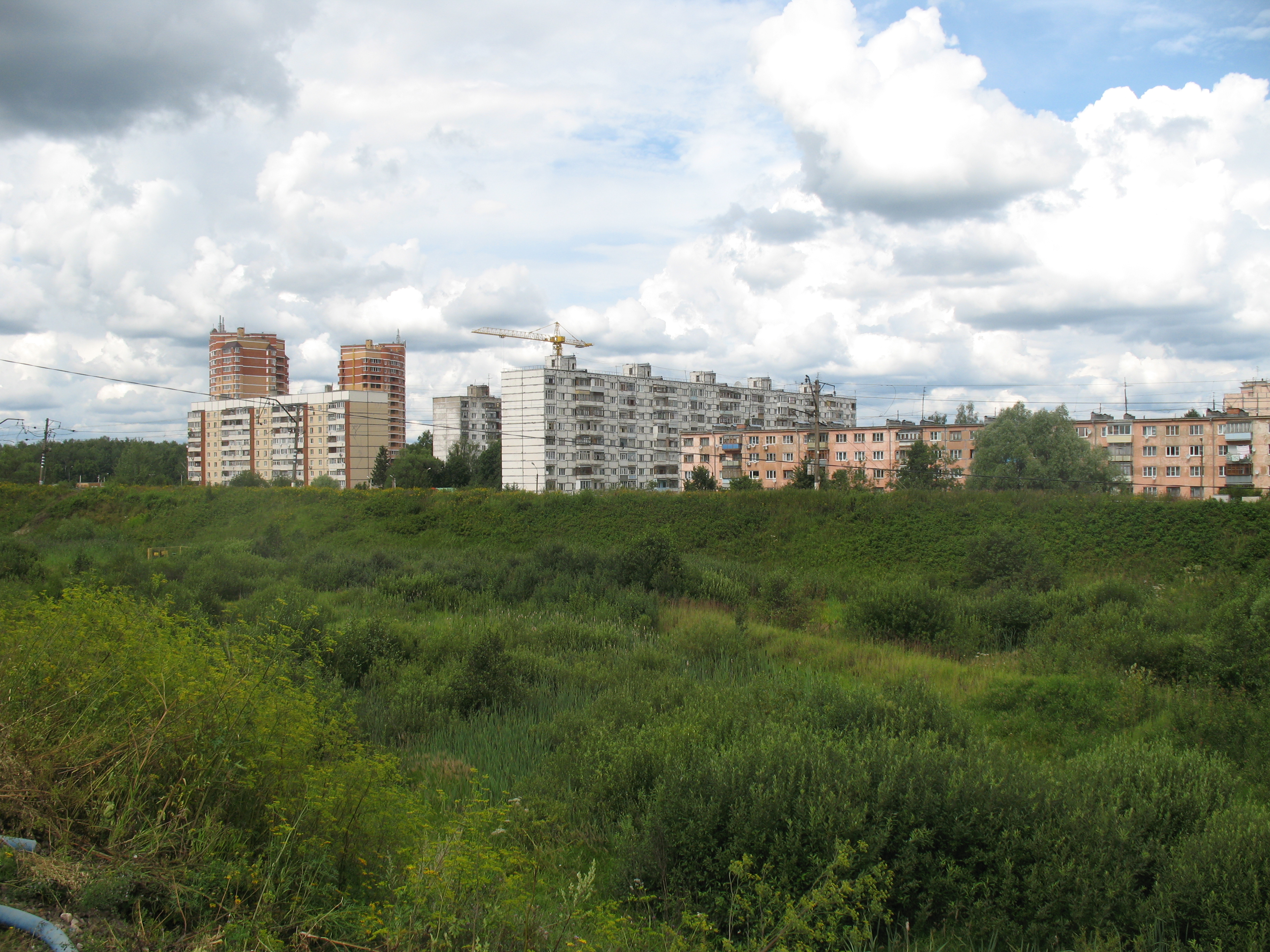
Вид с ж/д платформы
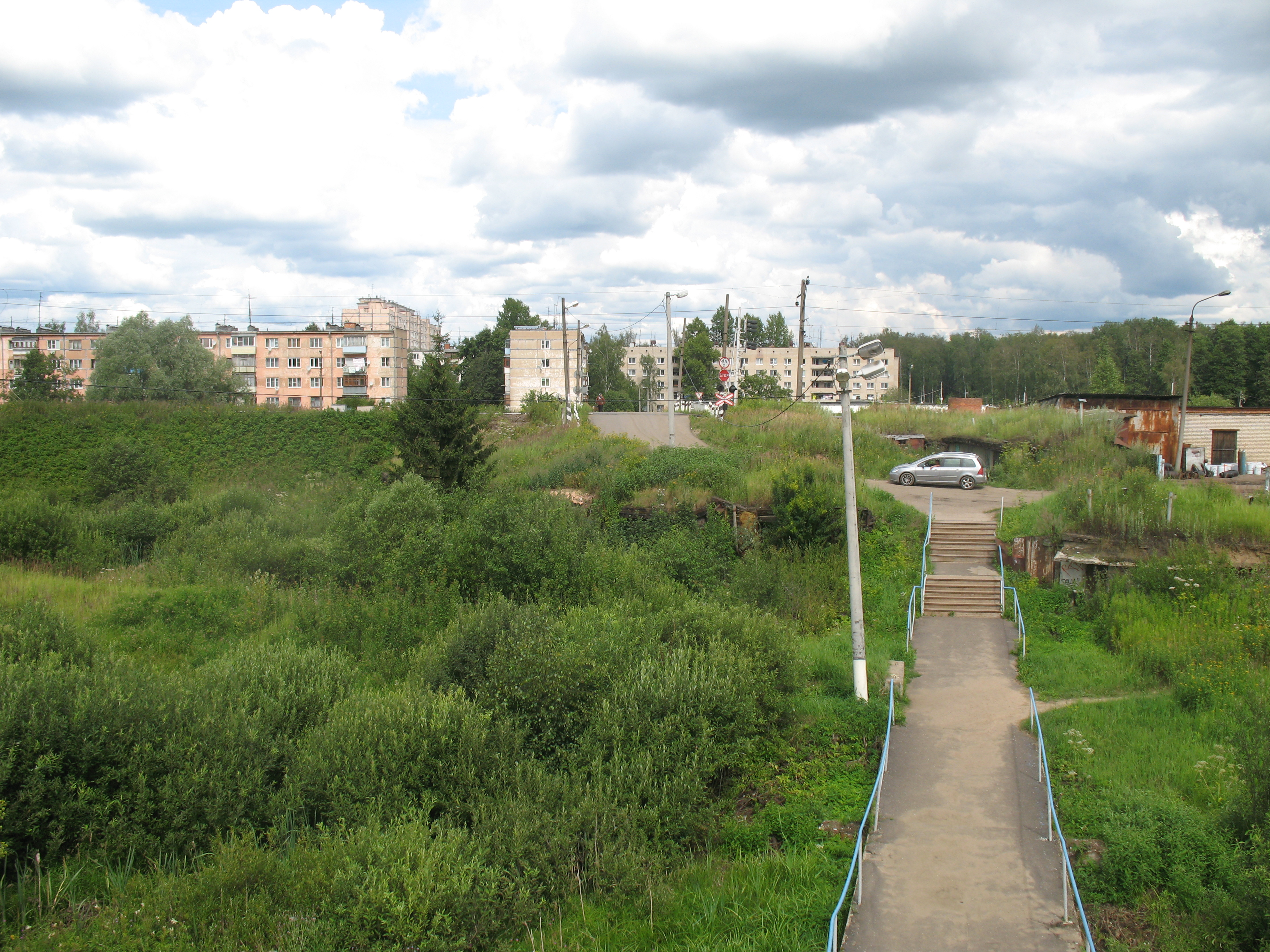
Вид с ж/д платформы
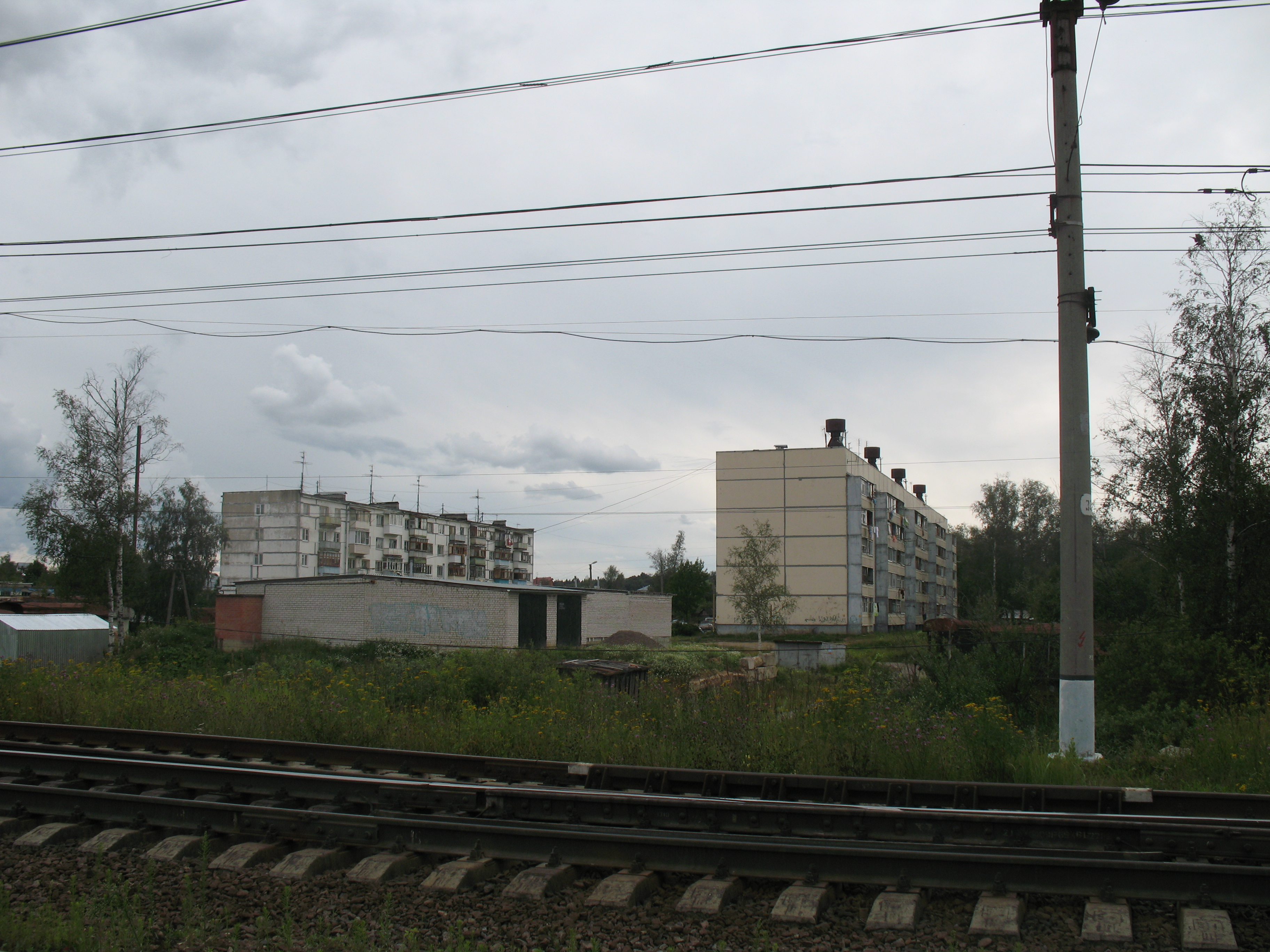
Дома за линией
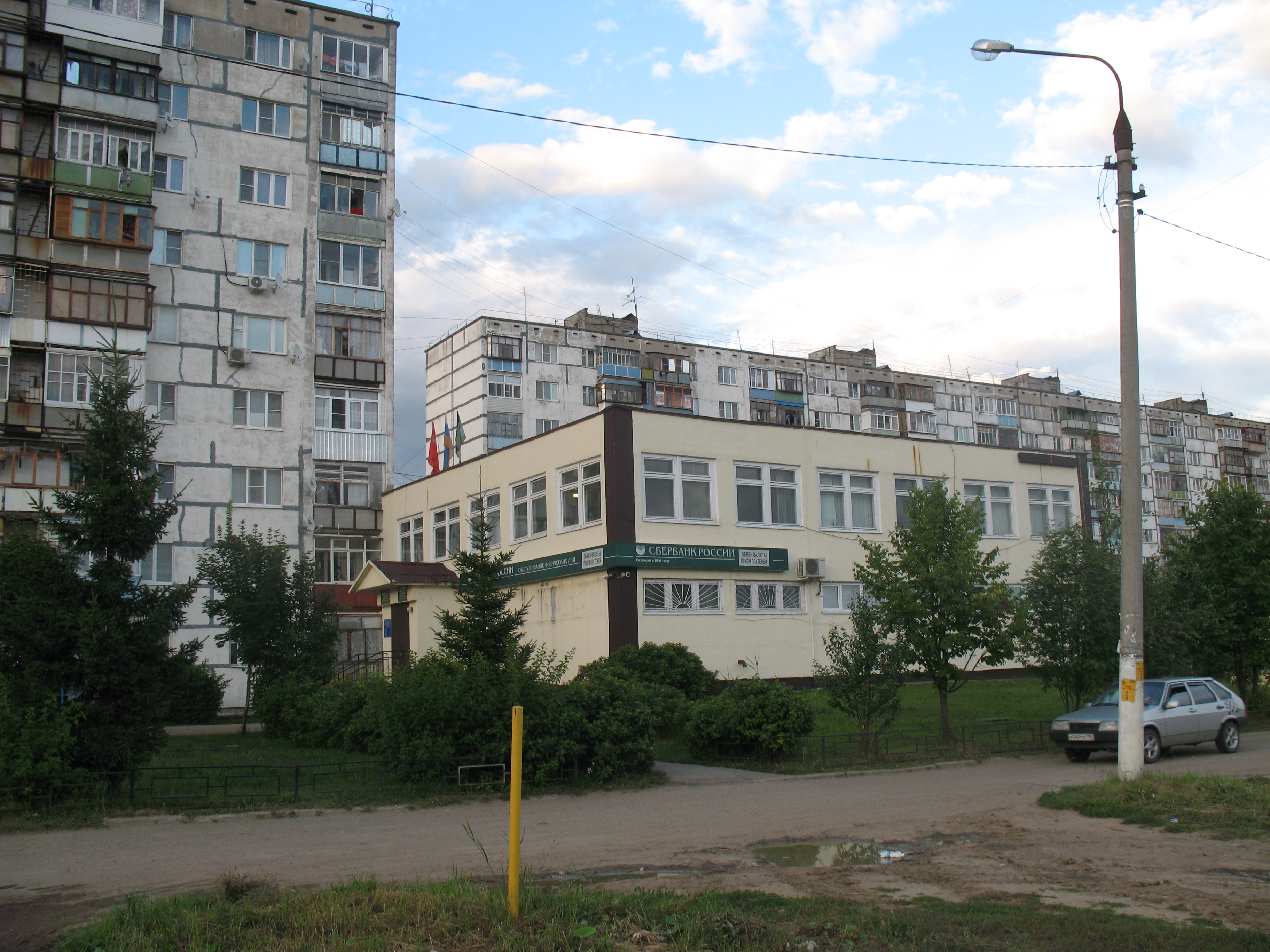
Администрация, Сбербанк
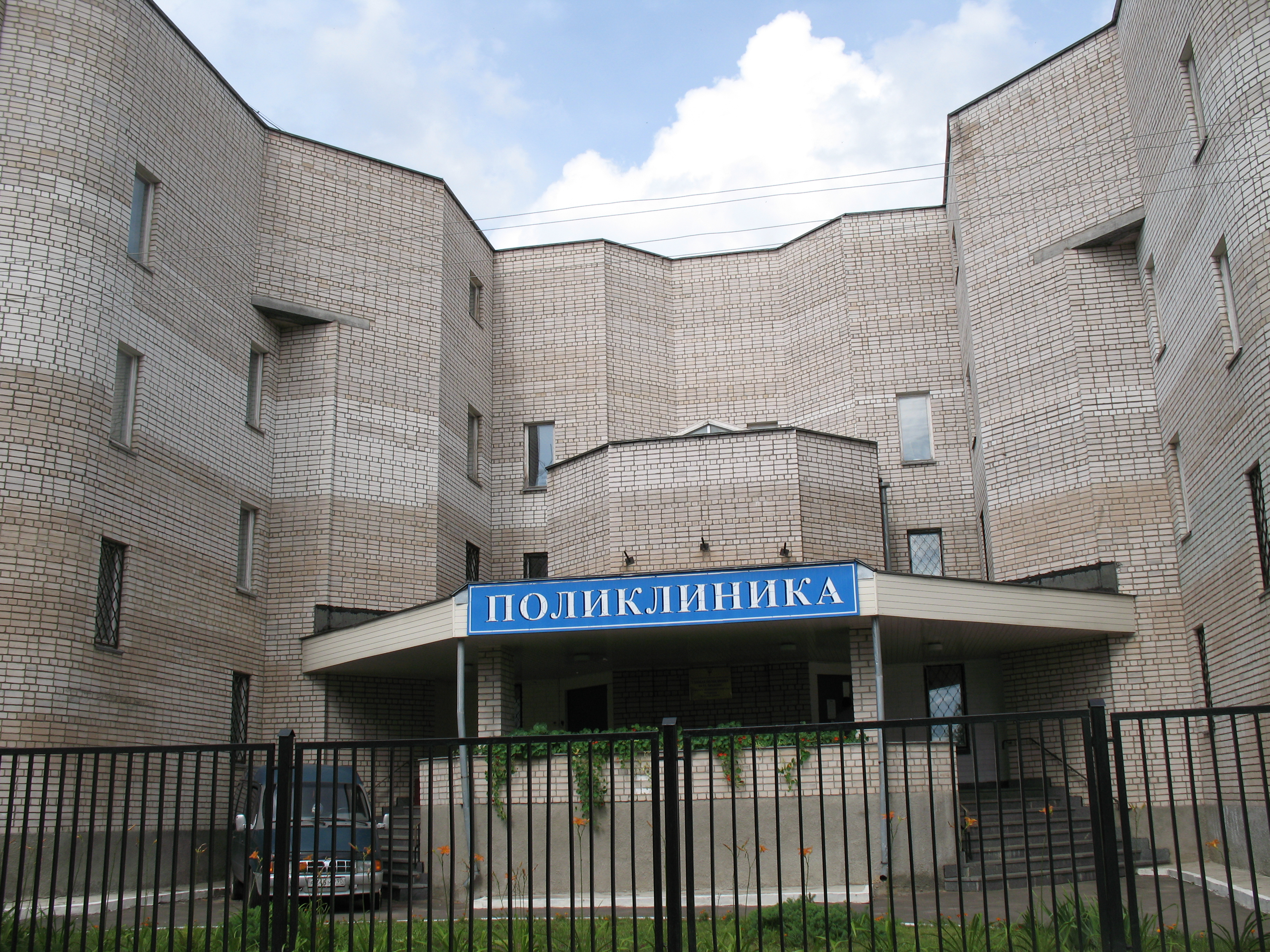
Поликлиника
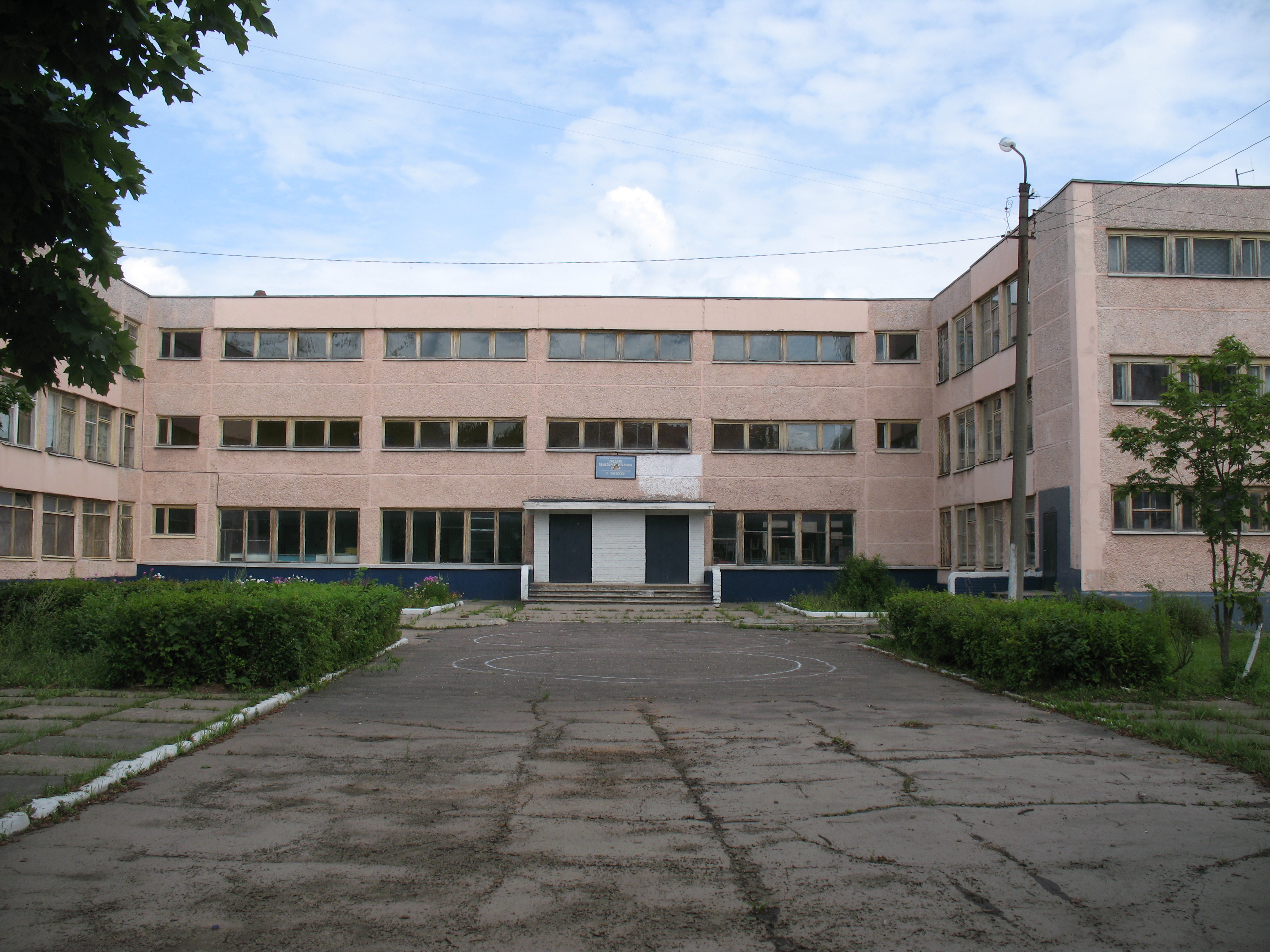
Школа
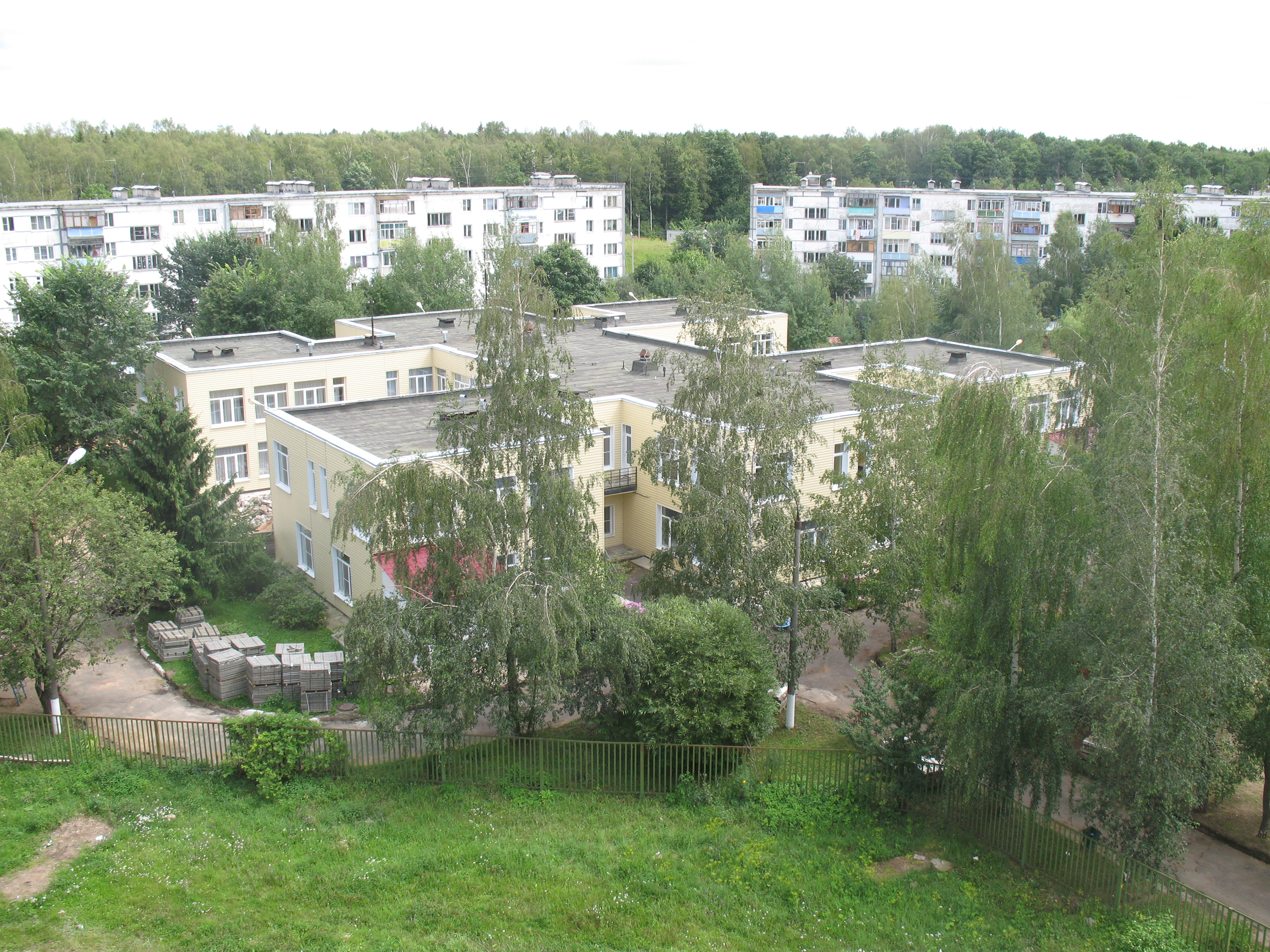
Детский сад № 45
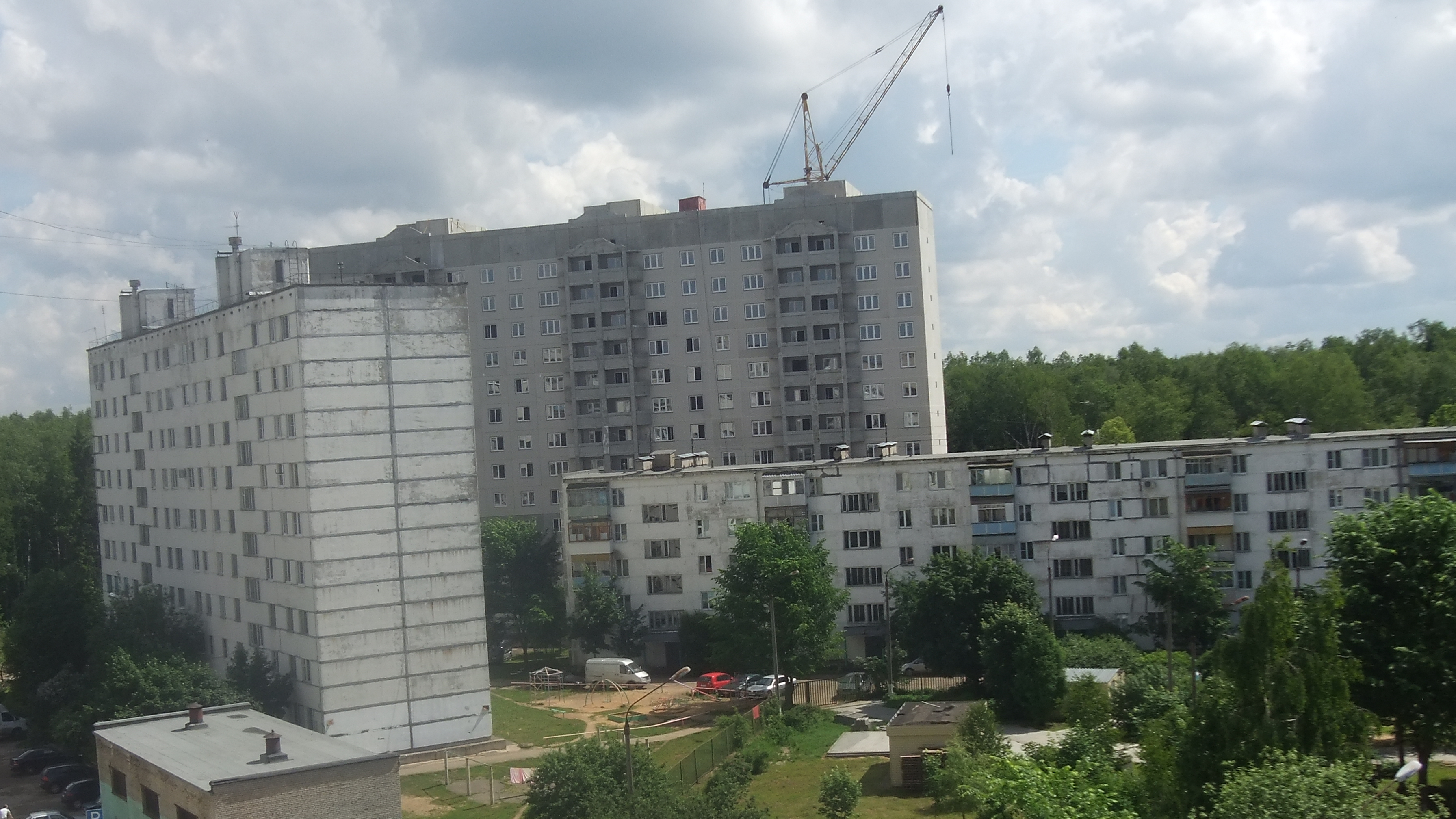
Строящийся дом для железнодорожников за домами №№ 19, 13
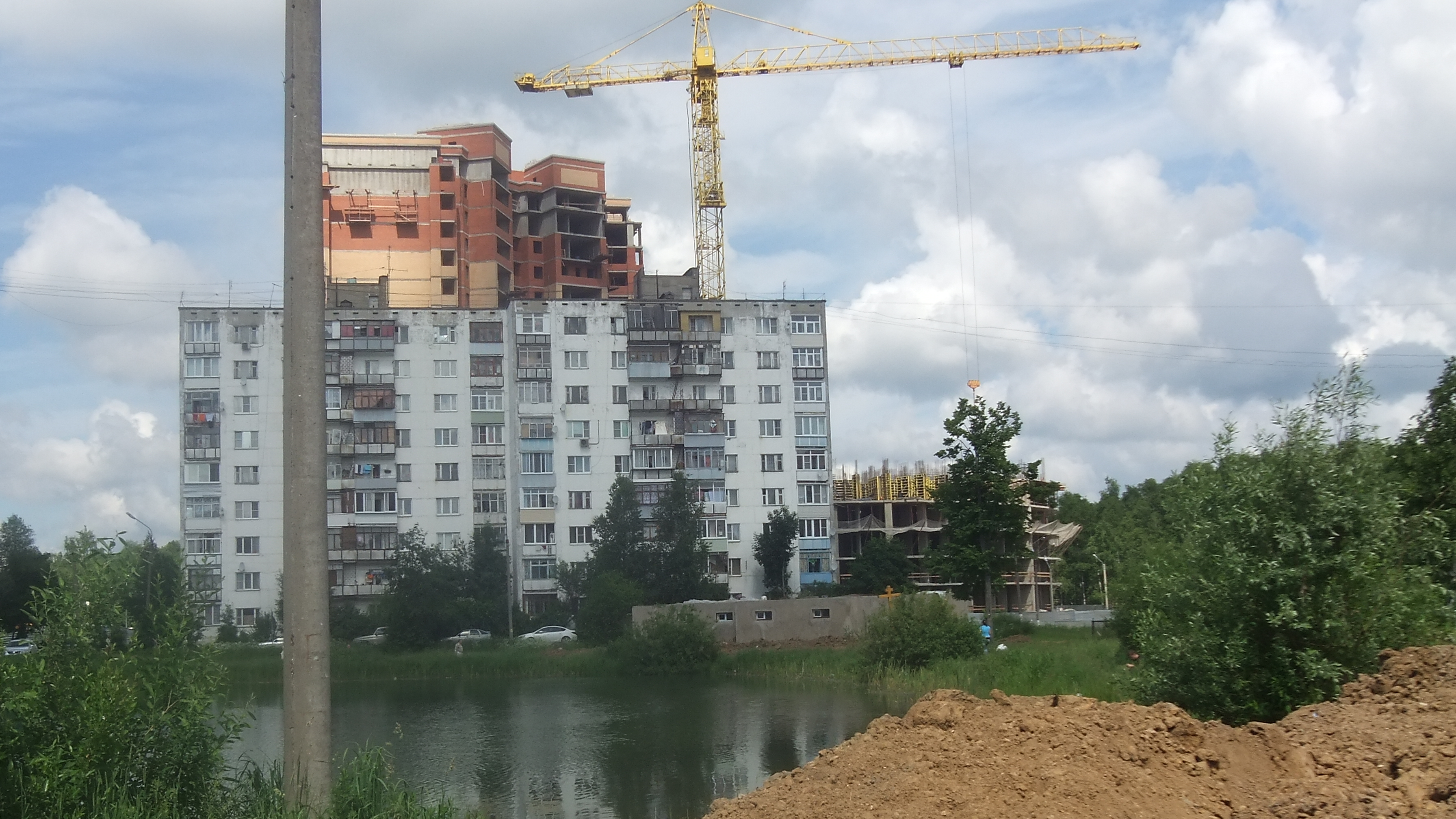
Строящиеся часовня у пруда и 2 дома ЖК Престиж
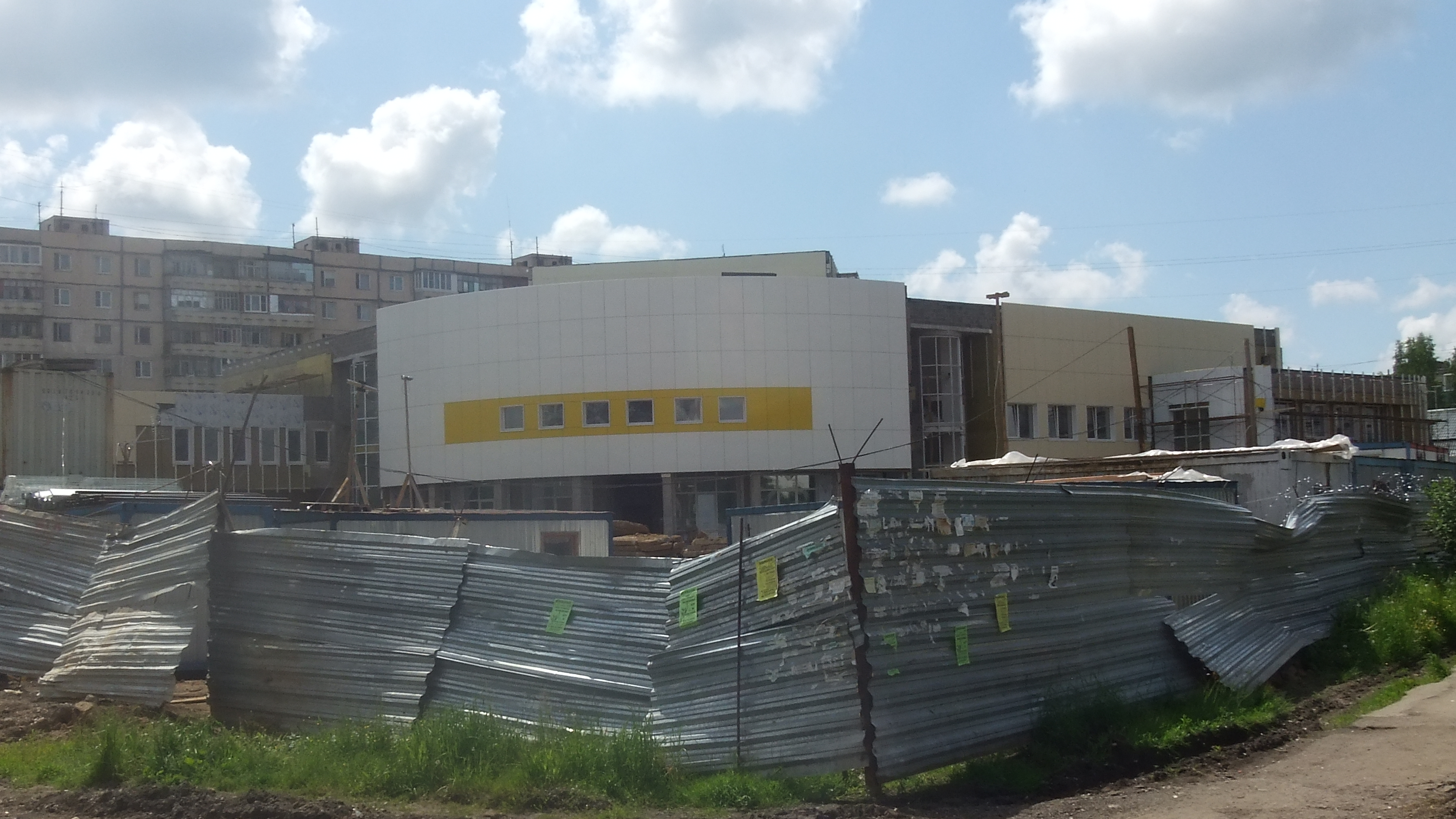
Строящийся дом культуры
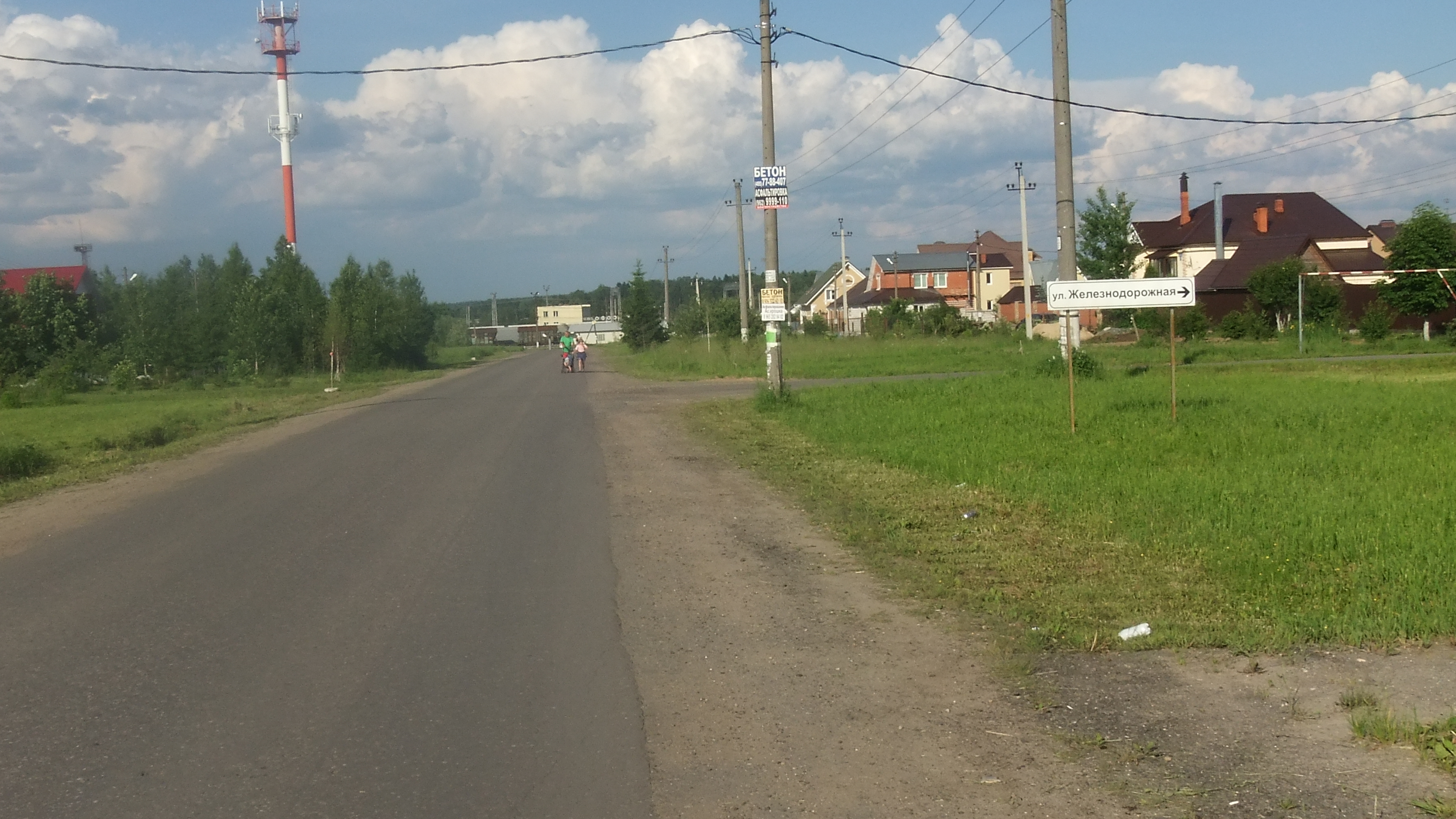
Коттеджная часть посёлка. Ул. Центральная, поворот на ул. Железнодорожная